# موبد بیدگلی
عبدالعلی موبد بیدگلی (درگذشت ۱۳۱۸ خورشیدی) فرزند محمدباقر، روزنامه‌نگار و شاعر مشروطه‌خواه متولد روستای بیدگل کاشان بوده که امروزه شهرستان آران و بیدگل نامیده می‌شود.

## تحصیلات
موبد تحصیلات دینی خود را در نجف و تهران گذراند و از شاگردان نامدار شیخ هادی نجم‌آبادی به شمار می‌رفت. در انجمن سری آزادی‌خواهان برای رهایی ایران از استبداد تلاش کرد و پس از به توپ بستن مجلس در سفری به روسیه در مطبوعات این کشور اعتراض خود را به دفاع دولت آن کشور از دوام استبداد در ایران انعکاس داده و نگرانی حاکمان پطروگراد را برانگیخت.

## آزادی خواهی و مشروطه طلبی
شیخ عبدالعلی موبد بیدگلی کاشانی،از فعالین سری آزادی خواه انجمن باغ میکده بود.

## در قفقاز
موید بیگدلی در قفقاز به همراه پانوف بلغاری به تبلیغ مشروطه پرداخته و خود را شیخ عبدالعلی مجتهد و نماینده علمای نجف معرفی می کند. احمد کسروی در تاریخ مشروطه اش از این سیاح آزادی خواه به بدی یاد می کند.

## آثار و فعالیت‌های فرهنگی و علمی
- انتشار هفته‌نامۀ مدی
- کتاب خجسته‌نامه
- مجموعۀ موبد
- نسخ موبد
- تصحیح شاهنامه
- صرف موبد
- هنایش خِرَد
- دیوان موبد بیدگلی[۲]

## تخصص ها
موبد بر ادبیات فارسی و عربی و تاریخ ایران باستان تسلط داشت، زندگانی درویش‌گونه‌ای داشت و تبحر او در شعر را نیز (آن‌چنان که در اشعار پر شمارش هویداست) بسیاری ستوده‌اند.